# Gaoyi
Gaoyi, även romaniserat Kaoyi, är ett härad som lyder under Shijiazhuang i Hebei-provinsen i norra Kina.